# Хмара Ірина Григорівна
Ірина Григорівна Хмара (2 березня 1938, хутір Бєлоусово-Бейсузький, тепер Брюховецького району Краснодарського краю, Російська Федерація) — радянська державна діячка, 1-й секретар Старомінського районного комітету КПРС Краснодарського краю. Кандидат у члени ЦК КПРС у 1981—1986 роках.

## Життєпис
Народилася в родині вчителя.
У 1955—1962 роках — колгоспниця, бригадир садово-виноградарської бригади колгоспу «Кубань» Краснодарського краю.
У 1962 році закінчила Кубанський сільськогосподарський інститут.
У 1962—1966 роках — бригадир, агроном Новотитарівського відділення плодорозплідного радгоспу Краснодарського краю.
Член КПРС з 1965 року.
У 1966—1970 роках — головний агроном, у 1970—1973 роках — директор Новотитарівського плодоягідного радгоспу Краснодарського краю.
У 1973—1977 роках — інструктор Краснодарського крайового комітету КПРС, секретар Старомінського районного комітету КПРС Краснодарського краю.
У 1977 році закінчила заочну Вищу партійну школу при ЦК КПРС.
У 1977—1980 роках — голова виконавчого комітету Старомінської районної ради народних депутатів Краснодарського краю.
У грудні 1980 — після 1986 року — 1-й секретар Старомінського районного комітету КПРС Краснодарського краю.
Потім — на пенсії.

## Нагороди і звання
- два ордени «Знак Пошани»
- медалі